# Lill-Åkersjön
Lill-Åkersjön är en sjö i Kramfors kommun i Ångermanland och ingår i Nätraån-Ångermanälvens kustområde. Sjön är 22 meter djup, har en yta på 0,381 kvadratkilometer och är belägen 114,1 meter över havet. Sjön avvattnas av vattendraget Stor-Åkersjöbäcken. Vid provfiske har bland annat abborre, gers, gädda och lake fångats i sjön.

## Delavrinningsområde
Lill-Åkersjön ingår i det delavrinningsområde (699318-161383) som SMHI kallar för Utloppet av Lill-Åkersjön. Medelhöjden är 183 meter över havet och ytan är 3,81 kvadratkilometer. Räknas de 5 avrinningsområdena uppströms in blir den ackumulerade arean 19,52 kvadratkilometer. Stor-Åkersjöbäcken som avvattnar avrinningsområdet har biflödesordning 2, vilket innebär att vattnet flödar genom totalt 2 vattendrag innan det når havet efter 8,6 kilometer. Avrinningsområdet består mestadels av skog (81 procent). Avrinningsområdet har 0,38 kvadratkilometer vattenytor vilket ger det en sjöprocent på 10 procent.

## Fisk
Vid provfiske har följande fisk fångats i sjön:
- Abborre
- Gärs
- Gädda
- Lake
- Mört
- Nors